# Šum

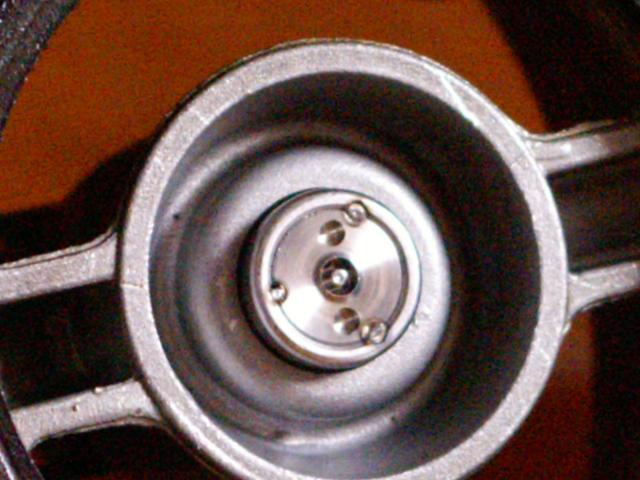
Šum digitálního obrazu při citlivosti ISO 3200

Šum je nežádoucí signál, zpravidla náhodné povahy, jehož spektrum nevykazuje jasně definované frekvenční složky. V běžném slova smyslu znamená šum zvukové nebo hlukové znečištění. V elektronice se termín šum používá k označení elektronického signálu korespondujícího s akustickým šumem (v audiosystémech), nebo signálu korespondujícího s vizuálním šumem, který může být viditelný jako „sníh“ na špatných televizních nebo video snímcích. Ve zpracovávání signálu může šum znamenat data bez významu, tedy data, která nejsou použita pro přenos signálu a jsou jen produkována jako nechtěný vedlejší produkt jiných aktivit. V teorii informace ale může šum být považován za informaci. V širším slova smyslu může být zrno filmu nebo třeba reklama na webu považována za šum. O problematice šumu obecně komunikačního viz níže.

## Šum v elektrotechnice
V elektrotechnice (v zesilovačích) rozeznáváme tyto druhy šumu:
- tepelný (Johnsonův) – je způsoben nahodilým pohybem elektronů v krystalové mřížce polovodiče a je závislý pouze na teplotě, nezávisí na napětí, proudu ani frekvenci – jedná se o bílý šum.
- výstřelový (Schottkyho)
- generačně-rekombinační
- blikavý (1/f)
- praskavý

## Šum u digitálních fotoaparátů

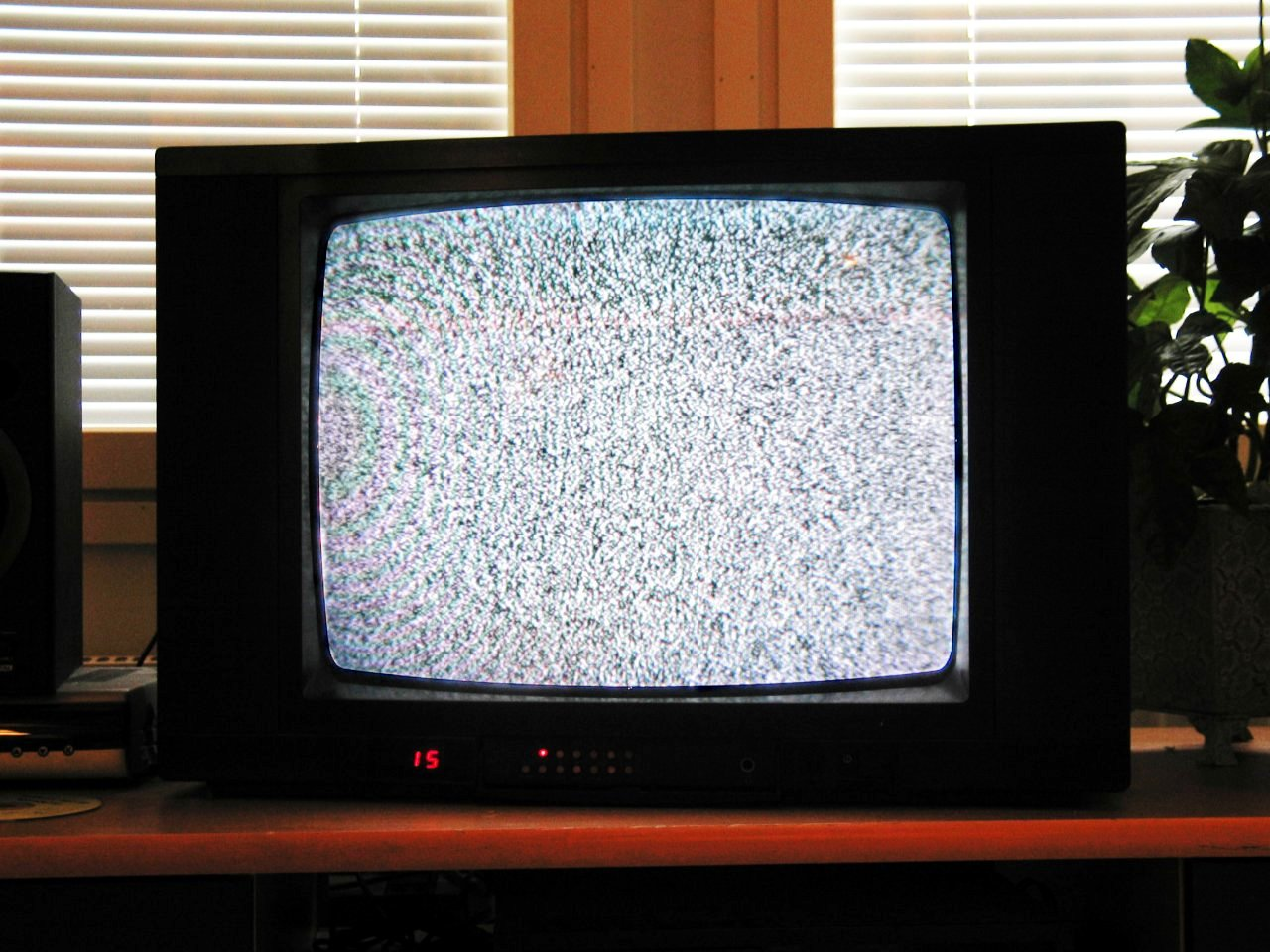
Šum

Dopadem fotonu na snímací prvek se vyzáří jeho energie, světlocitlivá buňka vygeneruje příslušně velký elektrický signál (úměrný energii fotonu – dle vlnové délky světla). Generovaný elektrický signál může být ovlivněn i jiným elektromagnetickým zářením (rádiové vlny, mikrovlny) nebo teplotou polovodičových součástek a integrovaných obvodů – vznikne šum (na fotografii znatelný jako různobarevné zrnění). Šum může vzniknout také vlivem nerovnoměrností struktury, teplotními kmity krystalové mřížky nebo při transportu náboje ze senzoru. Zvláště patrný je při špatných světelných podmínkách. To je způsobeno především tím, že pro dostatečnou expozici je třeba vyšší citlivosti, tedy vyšší zesílení. Tím vynikne i tepelný šum na vstupním čipu kamery. Proto vyšší ISO přináší i vyšší šum. Aby šum neovlivnil kvalitu obrazu, musí být poměr signálu k šumu dostatečně velký.

## Komunikační šum
Komunikační šum je souhrn všech vlivů, které negativně ovlivňují sociální komunikaci. Kromě fyzikálního šumu probíraného v tomto článku sem patří i šum fyziologický, psychologický a sémantický.

## Odstup od šumu
Jako odstup od šumu (anglicky: signal to noise (S/N) ratio) se označuje parametr audio nebo video zařízení, který udává, kolikrát můžeme signál v plném rozsahu (full scale) snížit, než se dostane na úroveň šumu. Udává se v decibelech. Za každé snížení amplitudy původního signálu na polovinu, se tomuto parametru přičítá 6 decibelů. Například hodnota 48 dB znamená poměr maximální amplitudy signálu k šumu 248/6:1, tj. 256:1.